# Jecheskel Flomin

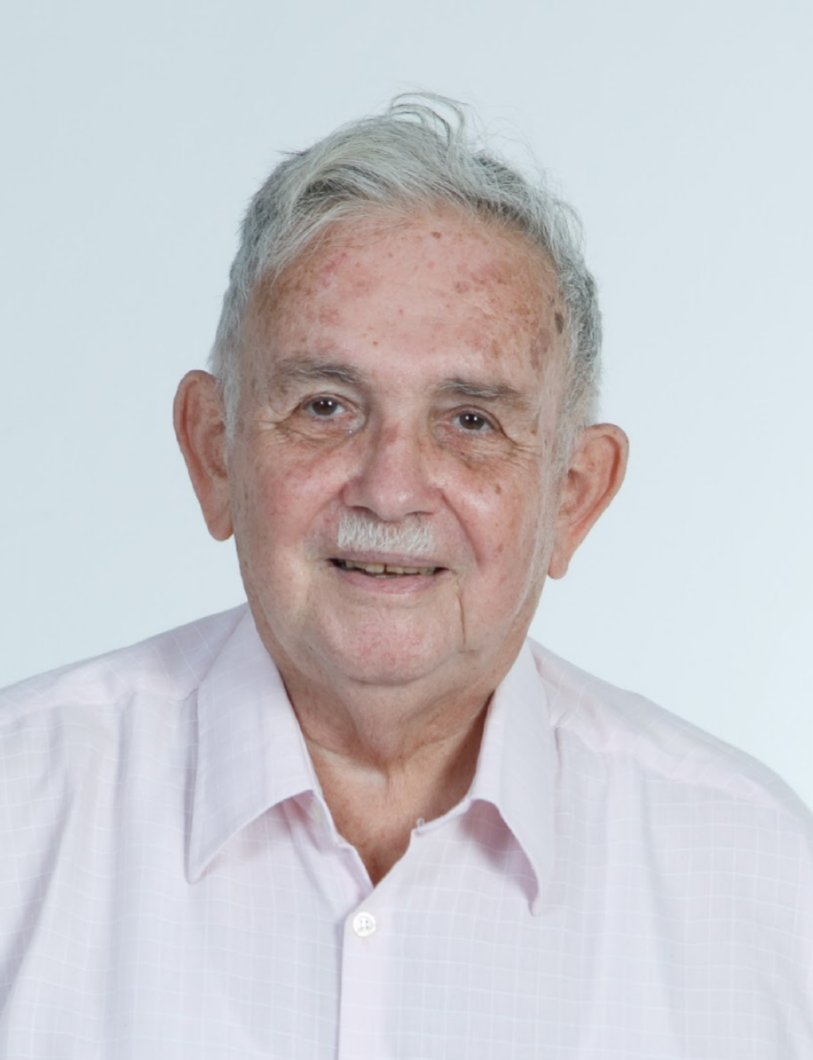
Jecheskel Flomin, 2017

Jecheskel Flomin (hebräisch יחזקאל פלומין; * 2. August 1935 in Jerusalem, Völkerbundsmandat für Palästina; † 16. Oktober 2019) war ein israelischer Rechtswissenschaftler und Politiker.

## Leben
Flomin besuchte das Tichon-Aleph-Gymnasium bzw. die Aleph-Kunstschule Tel Aviv (hebräisch תיכון א' לאמנויות תל אביב; englisch Aleph School of Arts) in Tel Aviv und studierte anschließend Rechts- und Wirtschaftswissenschaft an der Universität Tel Aviv, deren Lehrkörper er von 1962 bis 1969 angehörte. Von 1971 bis 1972 war er Mitglied der Hebräischen Universität Jerusalem.
Flomin war seit 1953 Mitglied der Liberalen Partei, die von 1973 an bis zu ihrer Auflösung im Bündnis mit dem Likud war. Von 1974 bis 1981 war er Knessetabgeordneter und Mitglied des Finanzausschusses, außerdem vom 28. Juni 1977 bis zum 30. Juli 1979 stellvertretender Finanzminister in der Regierung von Ministerpräsident Menachem Begin.
1986 verließ er die Liberalen, um zusammen mit Josef Lapid und Schlomo Lahat eine neue liberale Zentrumspartei namens haMerkas haLiberali (hebräisch המרכז הליברלי) zu gründen.

## Schriften
- Menachem Goldberg, Yehezkel Flomin: hebräisch דיני ירושה ועזבון: זכויות וחובות יורשים, מיסים וגמלאות (dt.: Erbschafts- und Erbrecht: Rechte und Pflichten der Erben, Steuern und Sozialleistungen.) Verlag Sadan, Tel Aviv 1980.
- Yehezkiel Flomin, Eitan Avneyon, Yali Sheffi: hebräisch מסים, חשבונאות, ביקורת: מאלף עד תו (dt.: Steuern, Buchhaltung, Buchprüfung. Von A–Z.) ISBN 965-385-004-0
- Shaul Shohat, Menachem Goldberg, Yehezkel Flomin: hebräisch דיני ירושה ועזבון (dt.: Erbschafts- und Erbrecht). Verlag Sadan (hebräisch הוצאת סדן), Tel Aviv 2005. ISBN 965-234-015-4